# Боркино (Кировская область)
Бо́ркино — деревня в Санчурском муниципальном округе Кировской области России.

## География
Деревня находится в юго-западной части Кировской области, в зоне хвойно-широколиственных лесов, на берегах реки Южовка, к югу от автодороги 33Р-029, на расстоянии приблизительно 9 км к юго-востоку от Санчурска, административного центра района. Абсолютная высота — 108 м над уровнем моря.
Климат
Климат характеризуется как умеренно континентальный, с умеренно холодной снежной зимой и тёплым летом. Среднегодовая температура — 1,5 °C. Абсолютный минимум температуры воздуха самого холодного месяца (января) составляет −45 °C; абсолютный максимум самого тёплого месяца (июля) — 37 °C. Годовое количество атмосферных осадков — 687 мм, из которых большая часть выпадает в тёплый период.

## Население
| 2010 |
| ---- |
| 0    |

## Известные уроженцы
- Вершинин, Константин Андреевич (1900—1973) — советский военачальник. Главный маршал авиации, Герой Советского Союза.